# Masaharta
Masaharta est grand prêtre d'Amon, fils de Pinedjem Ier. Il hérite de sa charge vers 1054 avant l'ère commune lorsque son père se proclame roi et l'assure jusqu'à environ 1046. Il est remplacé dans cette fonction par son frère Djedkhonsouefânkh.

## Généalogie
Masaharta est le fils, semble-t-il aîné, de Pinedjem Ier, lui succédant dans sa charge de grand prêtre d'Amon. Le nom de sa mère n'est pas connu. Il a parfois été donné comme le fils d'Hénouttaouy Ire, épouse de Pinedjem Ier, car elle porte le titre de « Mère du grand prêtre d'Amon », bien que ce titre puisse faire allusion à Djedkhonsouefânkh ou Menkhéperrê. Sa mère pourrait être la reine Isetemkheb Ire, autre épouse de Pinedjem Ier.
Tayouheret, chanteuse d'Amon et dont la momie a été retrouvée dans la cachette DB320, est peut-être son épouse.

## Biographie
Masaharta devient grand prêtre d'Amon lorsque son père, Pinedjem Ier, se proclame roi à Thèbes, en l'an XV du règne du roi Nesbanebdjed Ier. Son court pontificat lui permit de construire une porte au nord de la cour du IXe pylône du temple d'Amon de Karnak. À la suite de son père, il est engagé dans la restauration des momies royales du Nouvel Empire. Des papyrus oraculaires provenant du sanctuaire d'Horus « du Camp » font allusion à une maladie de Masaharta, qui serait peut-être à l'origine de son décès prématuré. Il n'est plus attesté après l'an XVIII, bien que son pontificat ait pu durer un peu plus longtemps. 

## Sépulture
Sa sépulture n'a pas été retrouvée. Sa momie a été découverte dans la cache (DB320) de Deir el-Bahari. Elle repose à présent dans le Musée de la momification de Louxor.